# Hussparv
Hussparv (Emberiza sahari) är en nordafrikansk fågel i familjen fältsparvar inom ordningen tättingar. Den förekommer från Marocko till Senegal och Tchad, till skillnad från närbesläktade bergsparven nära människan. Arten ökar i antal.

## Kännetecken

### Utseende
Hussparven är en relativt liten fältsparv med en kroppslängd på 13-14 centimeter. Den är mycket lik sin nära släkting bergsparven (E. striolata) med sitt grå huvud med längsgående svarta och vita streck, grå fläckade bröst, i stort rostfärgad ovansida och frånvaro av vitt på stjärten. Hussparven är jämfört med bergsparven mer rostbrun på buk och vingar samt ofläckad på den rostbruna (inte jordbruna) ryggen. Den har vidare mindre kontrastrikt tecknat huvud samt en skarp och inte diffus gräns mellan strupe och bröst.

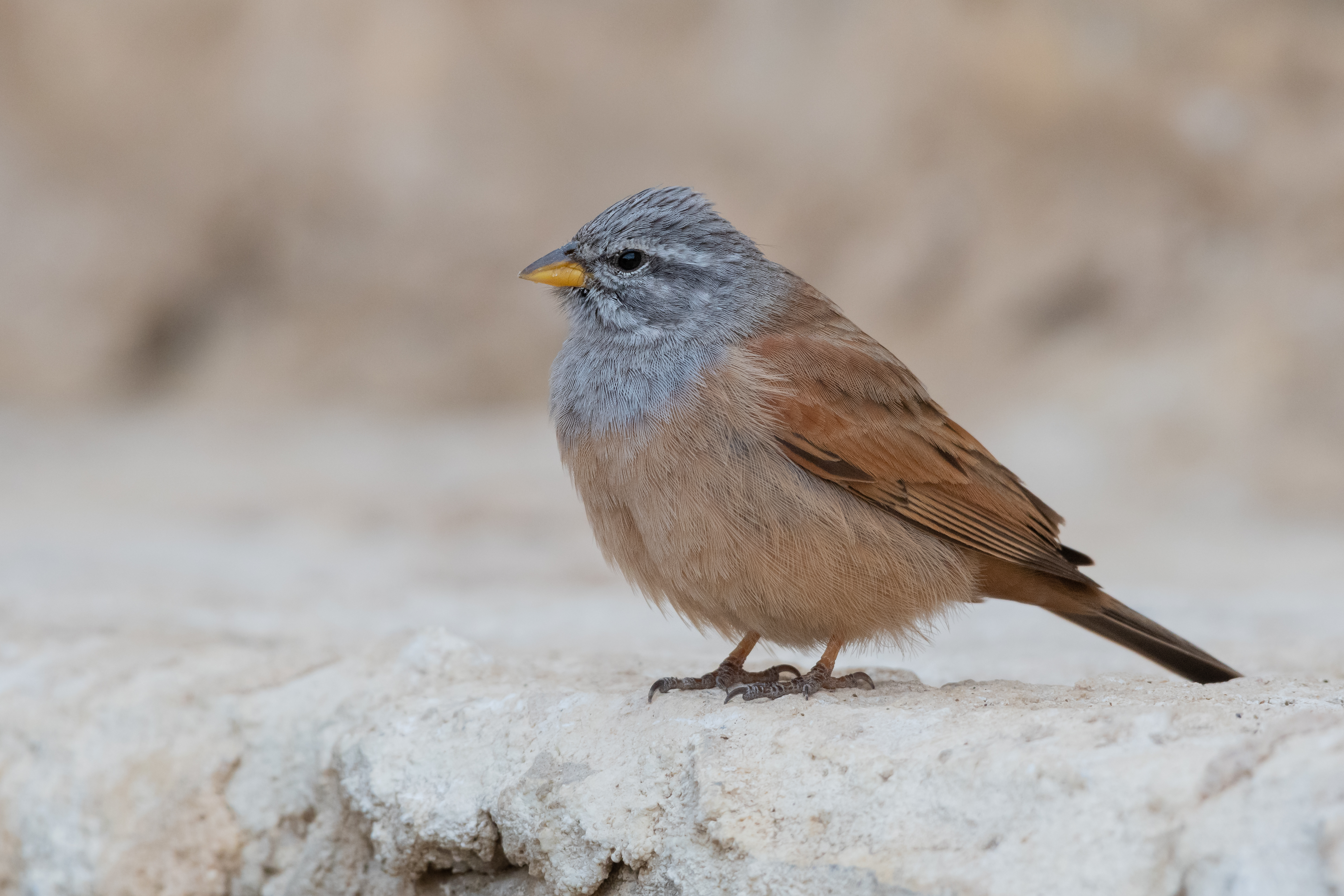

### Läten
Hussparvens läten skiljer sig tydligt från bergsparvens. Den sjunger med en ljus ryckig strof: "vyssto-siss-to-schivisstjo" eller liknande. Locklätena är ett muntert "dvuit" likt rostgumpsvala, grönfinkslika "tjypp" samt ett vemodigt och fallande "tjyyo".

## Utbredning och systematik
Arten förekommer i Nordafrika från Marocko österut till nordvästra Libyen och söderut till Senegal, södra Mali, Niger och nordöstra Tchad. Den har även setts i Kanarieöarna.
Vissa behandlar den som monotypisk medan andra delar in den i två underarter med följande utbredning:
- Emberiza sahari sanghae – Mauretanien, norra Senegal och södra Mali
- Emberiza sahari sahari – Marocko till norra Tchad

Tidigare betraktades den som en underart till bergsparv (E. striolata) och vissa gör det fortfarande.

## Levnadssätt
Till skillnad från den skygga bergsparven är hussparven som namnet antyder nära knuten till människan. Den ses nära bosättningar på bergssluttningar med odlingar och spridda träd och buskar. Ibland tar den sig även in i samhällen och till och med häckar inuti hus på avsatser, nischer och i olikheter.

### Släktestillhörighet
Arten placeras traditionellt i släktet Emberiza, men vissa auktoriteter delar upp detta i flera mindre släkten. Den förs då tillsammans med exempelvis kapsparv och bergsparv till Fringillaria.

## Status och hot
Arten har ett stort utbredningsområde och tros öka i antal. Utifrån dessa kriterier kategoriserar internationella naturvårdsunionen IUCN arten som livskraftig (LC). Världspopulationen har inte uppskattats, men den beskrivs som vanligtvis ovanlig men lokalt vanlig och till och med mycket vanlig.